# Крейггед (округ, Арканзас)
Шаблон:StateAbbr_ 35°50′25″ пн. ш. 90°42′27″ зх. д. / 35.840277777778° пн. ш. 90.7075° зх. д.
Округ Крейггед (англ. Craighead County) — округ (графство) у штаті Арканзас, утворений 19 лютого 1859 року. Ідентифікатор округу 05031.

## Історія
Округ утворений 1859 року.

## Демографія
За даними перепису населення 2010 року в окрузі мешкало 96 433 осіб, що на 14 295 осіб (17,4%) більше, ніж під час перепису 2000 року.
У 2000 році, за даними перепис, загальне населення округу становило 82148 осіб, зокрема міського населення було 53310, а сільського — 28838.
Серед мешканців округу чоловіків було 39770, а жінок — 42378. В окрузі було 32301 домогосподарство, 22100 родин, які мешкали в 35133 будинках.
Середній розмір родини становив 2,96.

### Віковий склад населення
| Стать    | До 15 років | 15-21 | 22-29 | 30-39 | 40-49 | 50-65 | 65-85 | Понад 85 |
| Чоловіки | 8525        | 4958  | 5446  | 5747  | 5492  | 5827  | 3438  | 337      |
| Жінки    | 8092        | 5303  | 5278  | 5828  | 5702  | 6288  | 5018  | 869      |

### Расовий складнаселення
| Група                                | 2000           | 2010           |
| Білі американці                      | 72.489 (88,2%) | 76.760 (79,6%) |
| Афроамериканці                       | 6.395 (7,8%)   | 12.640 (13,1%) |
| Американці азійського походження     | 495 (0,6%)     | 1.075 (1,1%)   |
| Іспаноамериканці та латиноамериканці | 1.739 (2,1%)   | 4.277 (4,4%)   |
| Загалом                              | 82.148         | 96.443         |

## Суміжні округи
- Грін — північ
- Данкін, Міссурі — північний схід
- Міссіссіппі — схід
- Пойнсетт — південь
- Джексон — захід
- Лоуренс — північний захід

## Виноски
1. ↑  U.S. Decennial Census. United States Census Bureau. Архів оригіналу за 26 квітня 2015. Процитовано 25 серпня 2015. {{cite web}}: Недійсний |deadurl=dead (довідка)
2. ↑  Historical Census Browser. University of Virginia Library. Архів оригіналу за 11 серпня 2012. Процитовано 25 серпня 2015.
3. ↑  Forstall, Richard L., ред. (27 березня 1995). Population of Counties by Decennial Census: 1900 to 1990. United States Census Bureau. Архів оригіналу за 24 вересня 2015. Процитовано 25 серпня 2015.
4. ↑  Census 2000 PHC-T-4. Ranking Tables for Counties: 1990 and 2000 (PDF). United States Census Bureau. 2 квітня 2001. Архів оригіналу (PDF) за 18 грудня 2014. Процитовано 25 серпня 2015.
5. ↑  State & County QuickFacts. United States Census Bureau. Архів оригіналу за 28 грудня 2015. Процитовано 20 травня 2014.
6. ↑  Arkansas Trend Report 1: State and Counties. Архів оригіналу за 23. 04. 2012. Процитовано 16. 11. 2012.. {{cite web}}: Cite має пустий невідомий параметр: |df= (довідка); Недійсний |deadurl=dead (довідка)
7. ↑  American FactFinder. Бюро перепису населення США. Архів оригіналу за 29 липня 2011. Процитовано 31 січня 2008.

| США | Це незавершена стаття з географії США. Ви можете допомогти проєкту, виправивши або дописавши її. |